# 501
Năm 501 là một năm trong lịch Julius.